# Гонорий IV
Гонорий IV (лат. Honorius PP. IV, в миру — Джакомо Савелли, итал. Giacomo Savelli; ок. 1210 — 3 апреля 1287) — папа римский с 2 апреля 1285 года по 3 апреля 1287 года. Последний папа, принявший имя Гонорий.

## Ранние годы
Джакомо родился в Риме в богатой и влиятельной семье Савелли. Он учился в Парижском университете, а затем получил сан каноника в кафедральном соборе города Шалон-ан-Шампань. Позже он получил должность ректора церкви Бертон в епархии Норидж в Англии.
В 1261 году он был возведен в кардиналы-дьяконы с титулярной диаконией Санта-Мария-ин-Козмедин папой Урбаном IV, который также назначил его папским префектом в Тоскане и капитаном папской армии. Кардинал Савелли начал активную дипломатическую карьеру. Папа Климент IV послал его и трёх других кардиналов, чтобы провозгласить правителя графства Прованс Карла Анжуйского королём Сицилии в Риме 28 июня 1265 года. После долгого периода вакантности папского престола после смерти Климента IV он был одним из шести кардиналов, которые, наконец, избрали Григория X папой в 1271 году на конклаве в Витербо.
В 1274 году он сопровождал Григория X на Второй Лионский собор, где было установлено, что только четыре нищенствующих ордена должны признаваться церковью: доминиканцы, францисканцы, августинцы и кармелиты. В июле 1276 года он был одним из трех кардиналов, которых папа Адриан V отправил из Витербо с инструкциями вступить в переговоры с немецким королём Рудольфом I Габсбургом, касавшихся его императорской коронации в Риме и будущих отношений с Карлом Анжуйским, которого поддерживал папа. Смерть Адриана V в следующем месяце сделала переговоры с Рудольфом бессмысленными.
Джакомо стал кардиналом-протодьяконом Священной Коллегии кардиналов в ноябре 1277 году и, таким образом, короновал пап Николая III в 1277 году и Мартина IV в 1281 году.

## Избрание
Когда Мартин IV умер 28 марта 1285 в Перудже, кардинал Савелли был единогласно избран Папой 20 мая и принял имя Гонорий IV. Его избрание было одним из скорейших в истории папства. В тот же день, когда он был избран, он был рукоположён в епископы и коронован Папой в базилике Святого Петра. Гонорий IV уже был очень пожилым человеком и так сильно страдал от подагры, что не мог ни стоять, ни ходить. Во время мессы он был вынужден сидеть на стуле.

## Сицилийский конфликт
Сицилийские дела требовали пристального внимания нового папы. Ранее, при Мартине IV, сицилийцы отвергли Карла Анжуйского как правителя и провозгласили Педро III Арагонского своим королём без согласия и одобрения Папы Римского.
Резня 29 марта 1282 года, известная как Сицилийская вечерня, исключила возможность примирения. Мартин IV отлучил Педро III, лишил его короны Арагона и отдал её Карлу Валуа, младшему из сыновей короля Филиппа III, который попытался взять корону Сицилии силой оружия. Но сицилийцы не только отразили атаки объединённых французских и папских войск, но и захватили наследника Анжуйской династии, Карла Салернского. 6 января 1285 года Карл Анжуйский умер, оставив Карла Салернского своим преемником. Гонорий IV, более склонный к миру, чем Мартин IV, не отказался от поддержки анжуйцев и не отменил церковные наказания, наложенные на Сицилию.
С другой стороны, он не одобрял тиранического правления Карла Анжуйского на Сицилии. Так, он принял Конституцию 17 сентября 1285 года ("Constitutio super ordinatione regni Siciliae"), в которой заявил, что ни одно правительство не может процветать, если основано не на справедливости и мире.
Смерть Педро III 11 ноября 1285 года изменила сицилийскую ситуацию: королевства Педро были разделены между двумя его старшими сыновьями - Альфонсо III, который получил корону Арагона, и Хайме II, которому досталась корона Сицилии. Гонорий IV не признал ни одного, ни другого: 11 апреля 1286 года он торжественно отлучил короля Хайме II и епископов, которые принимали участие в его коронации в Палермо 2 февраля. Ни король, ни архиереи не обратили на это внимания. Король, в частности, отправил флот вдоль римского побережья и разрушил город Астура.
Карл Салернский, который был ещё в плену у сицилийцев, наконец, устал находиться в неволе и подписал соглашение 27 февраля 1287 года, в котором отказался от своих претензий на Сицилию в пользу Хайме II и его наследников. Гонорий IV, однако, объявил договор недействительным и запретил все подобные соглашения в будущем.
В то время как Гонорий IV был неумолим к Хайме, его отношение к Альфонсо III стало менее враждебным. Благодаря усилиям короля Эдуарда I Английского, между Альфонсо и папой были начаты переговоры о мире. Папа, однако, не дожил до завершения этих переговоров, которые, наконец, привели к мирному урегулированию в 1302 году при папе Бонифации VIII.

## Рим
Рим и Папская область переживали период спокойствия во время понтификата Гонория IV. Он смог смирить своего самого мощного и упрямого врага, графа Гвидо Монтефельтро, который на протяжении многих лет успешно сопротивлялся папским войскам. Авторитет папы признавался во всех папских землях, в которые тогда входили Равеннский экзархат, герцогство Сполето, графство Бертиноро и Пятиградие — Римини, Пезаро, Фано, Сенигаллия и Анкона. Гонорий IV был первым папой, который привлек семьи банкирских домов центральной и северной Италии для сбора папских налогов.
Римляне восторженно приняли избрание Гонория IV, поскольку он был гражданином Рима и братом Пандульфа, сенатора Рима. Непрерывные волнения в Риме во время понтификата Мартина IV не допускали, чтобы папа жил в Риме, но теперь римляне сами пригласили Гонория IV, чтобы сделать Рим его постоянным местом жительства. В течение первых нескольких месяцев своего понтификата он жил в Ватикане, но осенью 1285 года переехал в только что отстроенный дворец на Авентине.

## Империя
В своих отношениях со Священной Римской империей Гонорий придерживался умеренного курса. Рудольф I отправил епископа Генриха Базельского в Рим, чтобы просить коронации. Гонорий IV послал кардинала Джованни Боккамацца в Германию, чтобы помочь Рудольфу с организацией церемонии. Но оппозиция внутри немецких князей протестовала против папского вмешательства. На Совете в Вюрцбурге (16-18 марта 1287) Рудольфу пришлось защищать легата от оскорблений со стороны князей.

## Другие акты
Гонорий IV унаследовал от предшественников планы очередного крестового похода, но ограничился сбором десятины и договоренностями с банкирскими домами Флоренции, Сиены и Пистойи.
Два крупнейших религиозных ордена (доминиканцы и францисканцы) получили много новых привилегий от Гонория IV. Он часто назначал их своими представителями в епархиях и дал право вести инквизицию. Он также одобрил привилегии кармелитов и августинцев. Кроме того, он передал ряд монастырей бенедиктинцам, в частности, монастырь Святого Павла в Альбано, который он сам основал.
Салимбене Пармский, хронист Пармы, утверждал, что Гонорий IV был врагом религиозных орденов. Он приводил в качестве доказательства тот факт, что папа выступал против апостоликов и их лидера Герардо Сегарелли. 11 марта 1286 года папа издал буллу, осуждающую их как еретиков.
В Парижском университете Гонорий выступал за создание кафедр по изучению восточных языков, чтобы вести христианизацию мусульман и добиться воссоединения раскольнических церквей на Востоке.
Папа Гонорий умер 3 апреля 1287 года. Его гробница находится в церкви Санта-Мария-ин-Арачели в Риме.

## Контакты с монголами
Монгольский правитель Аргун-хан послал посольство и письмо Гонорию IV в 1285 году, латинский перевод которого хранится в Ватикане. Аргун, принявший христианство, предлагал совместные действия против арабов:
"На земле мусульман, то есть в Сирии и Египте, которые находятся между нами и вами, мы окружим и задушим их. Мы пошлем наших посланников, чтобы просить вас отправить армию в Египет, так что мы с одной стороны, и вы с другой сможем захватить его. Дайте нам знать через посланников, когда вы хотели бы, чтобы это произошло. Мы будем преследовать сарацин с помощью Господа, Папы и Великого хана"
- отрывок из письма Аргун-хана Гонорию IV, 1285
Гонорий IV, однако, не был способен реализовать эту идею вторжения.